# Douglas Murray (écrivain)
Pour les articles homonymes, voir Douglas Murray et Murray.
Douglas Murray, né le 16 juillet 1979 dans le quartier d'Hammersmith à Londres, est un écrivain, journaliste et commentateur politique britannique.
Il a dirigé le Centre for Social Cohesion de 2007 à 2011 et été directeur associé de la Henry Jackson Society.
Douglas Murray exprime régulièrement, à la télévision et à la radio, un point de vue néo-conservateur. Connu notamment pour ses critiques envers l'islam, il écrit pour de nombreux périodiques, dont Standpoint (en), The Wall Street Journal et The Spectator. Il est l'auteur de Neoconservatism: Why We Need It (2005) qui a remporté un vif succès dans les pays anglophones, ainsi que de Bloody Sunday: Truths, Lies and the Saville Inquiry (2011). 

## Biographie

### Formation
Douglas Murray est né et a été éduqué avec son frère à Hammersmith (Londres). Sa mère est une fonctionnaire anglaise et son père est écossais, s'exprimant aussi en gaélique, et enseignant de profession. La famille passe ses vacances d'été dans la maison ancestrale de son père à l'île de Lewis, où il s'adonne enfant à la pêche,.
Douglas Murray poursuit ses études à la St Benedict's School (en) d'Ealing dans le Grand Londres, puis reçoit une bourse pour Eton, avant de suivre des études de littérature anglaise au Magdalen College d'Oxford.

### Publications
Encore étudiant à Oxford, il écrit à dix-neuf ans une biographie de Lord Alfred Douglas, que Christopher Hitchens qualifie de « magistrale ». Après sa sortie d'Oxford, Murray écrit une pièce de théâtre, Nightfall, à propos du diplomate suédois Raoul Wallenberg.
En 2005, il fait paraître un panégyrique du néo-conservatisme, intitulé Neoconservatism: Why We Need It, entreprenant dans la foulée une tournée promotionnelle de l'ouvrage aux États-Unis.
En 2007, il collabore à Towards a Grand Strategy for an Uncertain World: Renewing Transatlantic Partnership, co-écrit par le général allemand Naumann (en), le général américain Shalikashvili, le maréchal britannique Lord Inge, l'amiral français Lanxade et le général néerlandais van den Breemen (en), sur la nécessité de l'Alliance transatlantique. Son livre Bloody Sunday remporte le Prix du Mémorial Ewart-Biggs 2011-2012 pour l'avancée de la paix et de la compréhension. Il fait paraître en juin 2013 son livre Islamophilia: a Very Metropolitan Malady.
En 2017, son livre L'étrange suicide de l'Europe: Immigration, identité, Islam (traduit de The Strange Death of Europe: Immigration, Identity, Islam) est un succès de librairie. Il y développe l'idée que l'Europe meurt sous le poids de l'immigration.
En 2019, il publie The Madness of Crowds: Gender, Race and Identity. L'ouvrage est l'une des meilleures ventes en 2020 en Grande-Bretagne. Il est paru en français en 2020 sous le titre : La grande déraison: Race, genre, identité.

### Journaliste et apparitions dans les médias
Douglas Murray intervient régulièrement dans les médias britanniques, notamment à la BBC, à l'émission Question Time, à This Week et Today (BBC Radio 4), The Big Questions… ou encore à The Daily Politics, où il émet l'opinion que la notion de multiculturalisme n'est pas à confondre avec celle de multiracialisme (en). Douglas Murray écrit aussi pour The Guardian et pour Standpoint (en) ; il est chroniqueur régulier de The Spectator depuis 2012, ainsi que chroniqueur de The Free Press (en), un site fondé par Bari Weiss, ancienne journaliste au New York Times et Nellie Bowles.
En France, le journal Libération l’appelle le Zemmour britannique.

### Points de vue sur l'islam
Douglas Murray critique régulièrement l'islam, au sein duquel il identifie une « croyance teintée de fascisme islamique [qui est] un fondamentalisme pervers, né à l'âge des ténèbres pour nous attaquer ici et maintenant. » Il considère que le relativisme culturel ne fait qu'exacerber le problème. Il qualifie l'islamophobie de non-sens, car « il y a un nombre considérable de raisons de craindre certains aspects — certes, pas tous — ainsi que certaines versions de l'islam. » À cause de ses commentaires sur l'extrémisme islamique (en) tel qu'on peut le rencontrer aux Pays-Bas, il est aujourd'hui obligé, lorsqu'il se rend dans ce pays, de se faire accompagner d'un policier.
Douglas Murray a écrit en mars 2009 à la Home Secretary (ministre de l'Intérieur) Jacqui Smith, la prévenant qu'il allait demander un mandat d'arrêt international contre le représentant du Hezbollah Ibrahim Moussawi (en), si celui-ci voulait pénétrer au Royaume-Uni. Le Home Office finit par refuser à Moussawi son visa d'entrée. En 2009, Douglas Murray est empêché de présider, à la London School of Economics, un débat entre Alan Sked et Hamza Tzortzis. Cela provoque une levée de boucliers de la part de la presse conservatrice, notamment The Daily Telegraph et The Spectator.
De la même façon, en 2009, la police interdit à Douglas Murray de participer à un débat avec Anjem Choudary, de crainte que Murray ne soit attaqué.
Il apparaît ensuite que le service d'ordre était recruté parmi les membres du groupe islamiste Al-Muhajiroun (en).
En 2010, Douglas Murray débat encore sur le sujet : « l'Islam est-il vraiment une religion de paix ? », accompagné de Ayaan Hirsi Ali, et contre Zeba Khan et Maajid Nawaz.

### Vie privée
Douglas Murray, qui a grandi dans l'Église anglicane, se considère aujourd'hui athée, mais de culture chrétienne. Il est ouvertement homosexuel.

## Œuvres

### Monographies originales en anglais
- (en) Douglas Murray, Bosie : A Biography of Lord Alfred Douglas, 2000, 374 p. (ISBN 0-340-76771-5) - Prix Lambda Literary
- (en) Douglas Murray, Neoconservatism : Why We Need It, 2005, 223 p. (ISBN 1-904863-05-1)
- (en) Douglas Murray, Bloody Sunday : Truths, Lies and the Saville Inquiry, Londres, Dialogue, 2011, 338 p. (ISBN 978-1-84954-149-7), p. 320
- (en) Douglas Murray, Islamophilia : a very metropolitan malady, emBooks, 2013 (ISBN 978-1-62777-050-7), p. 57
- (en) Douglas Murray, The Strange Death of Europe : Immigration, Identity, Islam, Bloomsbury Continuum, 2017, 352 p. (ISBN 978-1-4729-4224-1), p. 352
- (en) Douglas Murray, The Madness of Crowds : Gender, Identity, Morality, Bloomsbury, 2019 (ISBN 978-1-4729-5997-3), p. 288

#### Traduction en français
- L'étrange suicide de l'Europe : Immigration, identité, Islam [« The Strange Death of Europe: Immigration, Identity, Islam »] (trad. de l'anglais), Paris, L'Artilleur, 2018, 544 p. (ISBN 978-2-8100-0825-4)
- La grande déraison : Race, genre, identité [« The Madness of Crowds: Gender, Identity, Morality »] (trad. de l'anglais), Paris, L'Artilleur, 2020, 416 p. (ISBN 978-2810009886)
- Abattre l'Occident : Comment l'antiracisme est devenu une arme de destruction massive [« The War on the West: How to Prevail in the Age of Unreason »] (trad. de l'anglais), Paris, L'Artilleur, 2022, 432 p. (ISBN 978-2-8100-1121-6)

### En tant que coauteur
- (en) Douglas Murray, « Towards a Grand Strategy for an Uncertain World: Renewing Transatlantic Partnership » [PDF], 2007
- (en) Douglas Murray et Johann Pieter Verwey, Victims of Intimidation: Freedom of Speech within Europe's Muslim Communities, 2008 (ISBN 978-0-9560-0131-3)